# Jean-Claude Dunyach
Œuvres principales
- Étoiles mortes
- Étoiles mourantes
- Déchiffrer la Trame
- L'instinct du Troll
- Trois hourras pour Lady Évangeline

Jean-Claude Dunyach, né le 17 juillet 1957 à Toulouse, est un auteur français de science-fiction.

## Biographie
Jean-Claude Dunyach est né le 17 juillet 1957 à Toulouse (France). Après avoir obtenu un doctorat en mathématiques appliquées sur les supercalculateurs, il a été engagé par la société Airbus à Toulouse jusqu'à sa retraite en 2020.
Il écrit des récits de science-fiction depuis le début des années 1980, publiant neuf romans et dix recueils de nouvelles. Jean-Claude Dunyach écrit également des paroles pour plusieurs chanteurs français, ce qui lui a inspiré un de ses romans dont le héros est un chanteur de rock'n roll qui voyage en Antarctique accompagné d'un orchestre philharmonique de zombies…
Sa nouvelle Déchiffrer la Trame a obtenu le grand prix de l'Imaginaire et le prix Rosny aîné en 1998, et sa traduction en langue anglaise a été déclarée meilleur récit de l'année par les lecteurs du magazine anglais Interzone à la suite d'un vote des lecteurs.
Son roman Étoiles mourantes, écrit en collaboration avec Ayerdhal, a obtenu le Prix Tour Eiffel de science-fiction 1999 ainsi que le Prix Ozone 2000.
Les œuvres de Dunyach ont été traduites en anglais, bulgare, hongrois, croate, danois, allemand, italien, russe et espagnol.
Plusieurs de ses ouvrages sont disponibles sous forme numérique. Il est également l'auteur de divers articles sur la publication numérique ainsi que d'un tutoriel expliquant comment fabriquer des livres numériques à partir de fichiers de traitements de texte  (disponibles sur son site personnel).
Parallèlement à son activité d’écrivain, Jean-Claude Dunyach est parolier de chansons depuis la fin des années 1970, souvent en collaboration avec le compositeur et auteur Norbert Wilhelm. Ensemble, ils ont créé plus de deux cent chansons dont une bonne partie a fait l’objet d’enregistrements discographiques sous le nom de Centreville, au début des années 1980, puis de NoW.
Il a également travaillé pour divers interprètes comme René Cecco, Alain Pasche ou plus récemment Noël Deschamps.

## Œuvres Littéraires

### SérieAnimauxvilles
La série a été également intitulée « Étoiles mortes » du nom du roman débutant le cycle. Nivôse et Aigue-Marine sont parfois omis dans la présentation de la série (Parution d’Étoile mortes en deux tomes).
1. Étoiles mortes, Fleuve noir (2 vol.), 1991Réédition J'ai lu 2000 et Éditions Mnémos 2015
  1. Nivôse, Fleuve noir, 1991  (ISBN 978-2-26504-581-1)
  2. Aigue-Marine, Fleuve noir, 1991  (ISBN 978-2-26504-580-4)
2. Voleurs de Silence, Fleuve noir, 1992  (ISBN 978-2-26504-724-2)
3. Étoiles mourantes, J'ai lu, coll. « Millénaires », 1999Écrit avec Ayerdhal. Réédition Éditions Mnémos 2014

### SérieTroll
1. L'Instinct du troll, L'Atalante, coll. « La Dentelle du cygne », 2015
2. L'Enfer du troll, L'Atalante, coll. « La Dentelle du cygne », 2017
3. L'Empire du troll, L'Atalante, coll. « La Dentelle du cygne », 2021

### Romans indépendants
- Le Jeu des sabliers, Fleuve noir (2 vol. : tome 1 Le Temple de Chair, tome 2 Le Temple d'Os), 1987Réédition Imaginaires sans frontières, 2003 puis Gallimard, coll. « Folio SF » no 427, 2012
- Roll over, Amundsen, Fleuve noir, 1993
- La Guerre des cercles, Fleuve noir, 1995
- Trois hourras pour Lady Evangeline, L'Atalante, coll. « La Dentelle du cygne », 2019

### Recueils de nouvelles
- Autoportrait, Denoël, coll. « Présence du futur », 1986
- La Station de l'Agnelle, L'Atalante, coll. « La Dentelle du cygne », 2000
- Dix jours sans voir la mer, L'Atalante, coll. « La Dentelle du cygne », 2000
- Déchiffrer la trame, L'Atalante, coll. « La Dentelle du cygne », 2001
- Les Nageurs de sable, L'Atalante, coll. « La Dentelle du cygne », 2003
- Le Temps, en s'évaporant, L'Atalante, coll. « La Dentelle du cygne », 2005
- Séparations, L'Atalante, coll. « La Dentelle du cygne », 2007
- Les Harmoniques célestes, L'Atalante, coll. « La Dentelle du cygne », 2011
- Le Clin d'œil du héron, L'Atalante, coll. « La Dentelle du cygne », 2016

### Anthologies
- Escales 2000, Fleuve noir, 1999
- Dimension Galaxies, Éditions Rivière Blanche, 2011, en collaboration avec Stéphanie Nicot
- Destination Univers, Griffe d'encre, 2012, en collaboration avec Jeanne-A Debats
- Rêver 2074, Comité Colbert, 2014
- Trolls & Licornes, Éditions Mnémos, 2015
- Dimension Technosciences @venir, Éditions Rivière Blanche, 2018, en collaboration avec Thierry Bosch et le laboratoire LAAS

### Préfaces et articles
- Tigre au ralenti, ou l'art douloureux de la chute, dans "Tigre au ralenti", de Wildy Petoud, Destination Crépuscule, 1997
- Procès de l'écrivain au scalpel, dans "Nuées Ardentes", de Michel Pagel, Étoiles Vives, 1997
- Science-fiction : une littérature de la métamorphose ?, dans l'anthologie "Escales 2000", Fleuve Noir, 1999
- Portrait de l'artiste en fouteur de merde, dans "La Logique des Essaims", d'Ayerdhal, Éditions Imaginaires Sans Frontières, 2001
- La science-fiction moderne: métamorphoses et nouveaux regards, dans "Les nouvelles formes de la Science-Fiction", Colloque de Cerisy, Éditions Bragelonne, 2006
- L'Art du changement d'état, dans "Stratégies du réenchantement", de Jeanne-A Debats, Griffe d'encre, 2010
- Le Complexe de Wendy, dans "Le Miroir aux éperluettes", de Sylvie Lainé, ActuSF, 2013
- Préface, dans "Outre-Blanc", de Oksana & Gil Prou, FLEUR SAUVAGE, 2016, en collaboration avec Bernard Werber

### Nouvelles
- Détails de l'exposition, 1983.
- Sous l'œil mort de la caméra (1986)
- Dialogue avec les Parques, 1997Parue dans Ténèbres no 1, 1998
- La Stratégie du requin, 1998
- L'Heure des vers, 1999Parue dans Ténèbres no 5, 1999
- Hélas, pauvre Yorick..., 2001Parue dans Ténèbres no 14, 2001
- Le Jour où Orson Welles a vraiment sauvé le monde, 2003Parue dans l'anthologie Noirs Complots (dir. Pierre Lagrange)

## Prix  littéraires
- 1984 : grand prix de la science-fiction française, catégorie nouvelle, Les Nageurs de sable ;
- 1992 : prix Rosny aîné, catégorie roman, pour Étoiles mortes ;
- 1992 : prix Rosny aîné, catégorie nouvelle, pour De l'autre côté de l'eau ;
- 1997 : prix Ozone, catégorie nouvelle fantastique, pour Ce que savent les morts, publiée dans Territoires de l'inquiétude - 9 ;
- 1998 : grand prix de l'Imaginaire, catégorie nouvelle francophone, pour Déchiffrer la trame ;
- 1998 : prix Rosny aîné, catégorie nouvelle, pour Déchiffrer la trame ;
- 1999 : prix Tour Eiffel de science-fiction, catégorie roman, pour Étoiles mourantes, coécrit avec Ayerdhal ;
- 2000 : prix Ozone, catégorie roman francophone pour Étoiles mourantes, coécrit avec Ayerdhal ;
- 2008 : prix Rosny aîné, catégorie nouvelle, pour Repli sur soie ;
- 2017 : prix Imaginales, catégorie nouvelle pour Le Clin d’œil du héron ;
- 2024 : prix Ayerdhal, pour l’ensemble de son œuvre et pour son apport à la littérature de genre[2].

## Photographies

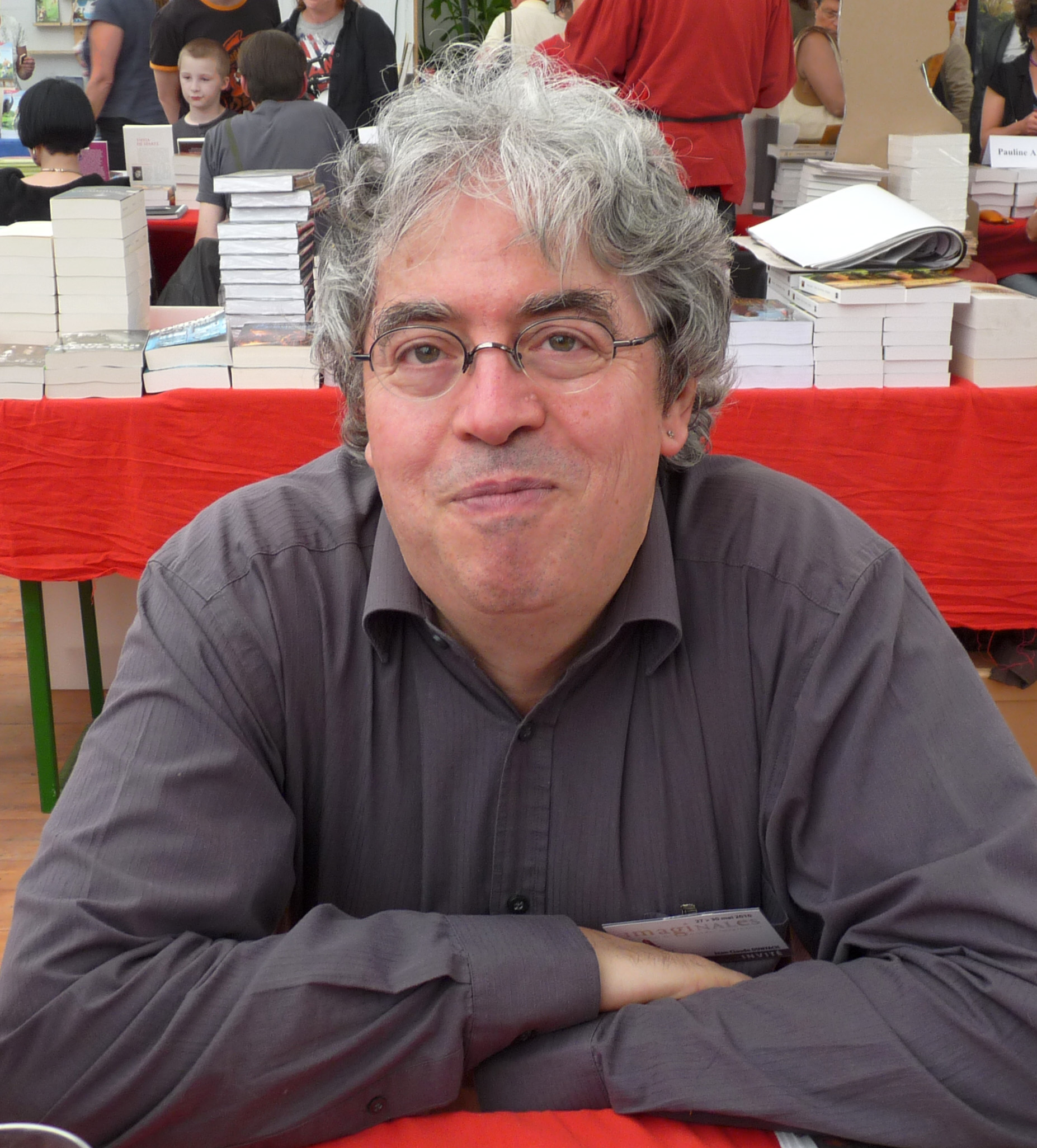
Imaginales (Épinal), mai 2010)
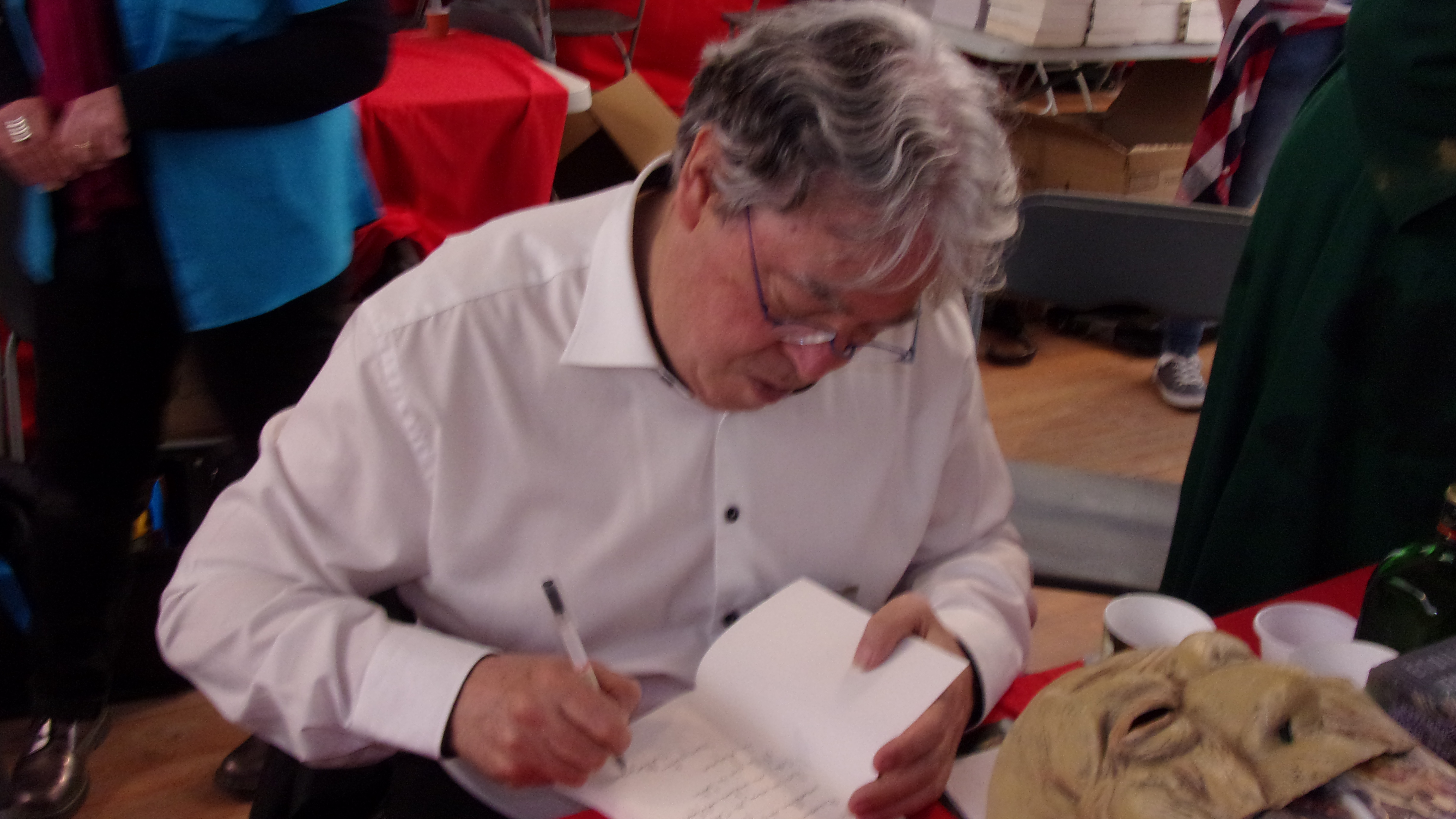
Imaginales (Épinal), mai 2017)